# Royaume du prêtre Jean

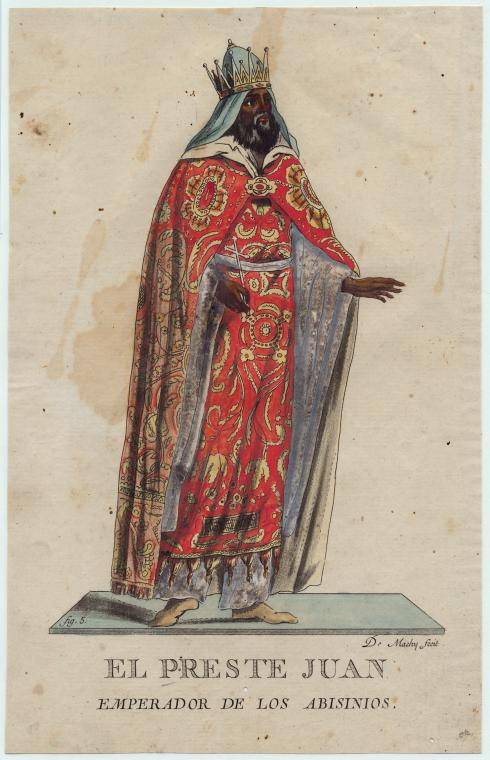
Représentation du prêtre Jean sur un dessin datant de 1800.

Le royaume du prêtre Jean était un État chrétien nestorien situé en Orient, attesté par plusieurs voyageurs européens des XIIe et XIIIe siècles (dont Hugues de Gabala, Guillaume de Rubrouck et Marco Polo). Ce dernier, dans son livre, l'identifie à Ong Khan, tout comme Bar Hebraeus.
Néanmoins, les recherches ultérieures des Européens pour le situer précisément (Inde, Empire mongol, Asie centrale, Afrique de l'Est) s'avéreront toutes infructueuses et vont progressivement transformer le royaume en contrée mythique. Au XIVe siècle, certains situaient ce royaume en Éthiopie.

## La naissance de la rumeur

### Otton de Freising
La première mention connue du prêtre Jean apparaît au milieu du XIIe siècle dans la Chronique de l'évêque allemand Otton de Freising, qu'il a achevée en 1156. Il y est fait mention d'un évêque syrien nommé Hugues de Gabala, arrivé en Occident`en 1145 pour y annoncer la chute de la ville d'Édesse, tombée aux mains des musulmans. Il s'agit du premier revers sérieux des croisés en Terre sainte. Dans le livre VII de la chronique, on apprend qu'Hugues raconte également que :

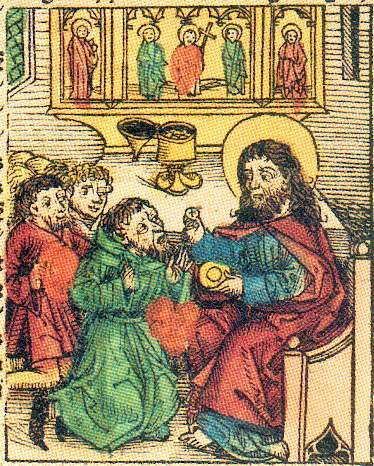
Prêtre Jean, illustration de La Chronique de Nuremberg par Hartmann Schedel 1493 (manuscrit original en collection privée)

« … un certain prêtre Jean habitant en Extrême-Orient, au-delà de la Perse et de l'Arménie, roi et prêtre, chrétien mais nestorien, aurait fait la guerre aux rois perses et mèdes appelés Sarmiades et les aurait chassés de leur capitale, Ecbatane. Les rois susdits avaient rencontré leurs troupes perses, mèdes et assyriennes, et s'étaient battus pendant trois jours consécutifs, chacun résolu à mourir plutôt que de fuir. Le prêtre Jean, comme on l'appelle habituellement, mit enfin en déroute les Perses, et après une bataille sanglante, resta vainqueur. Après cette victoire, ledit Jean se hâta de porter secours à l'Église de Jérusalem, mais son armée, arrivée au Tigre, fut empêchée de passer, faute de bateaux, et il se dirigea vers le nord, car il avait entendu dire que le fleuve y était couvert de glace. Il avait attendu dans ce lieu de nombreuses années, s'attendant à un froid rigoureux ; mais les hivers s'étant révélés défavorables, et la rigueur du climat ayant emporté beaucoup de soldats, il avait été contraint de se retirer dans son pays. Ce roi appartient à la famille des mages mentionnée dans l'Évangile, et il règne sur le peuple même autrefois gouverné par les mages ; de plus, sa renommée et sa richesse sont si grandes qu'il ne se sert que d'un sceptre d'émeraude. Enthousiasmé par l'exemple de ses ancêtres, venus adorer le Christ dans son berceau, il avait proposé de se rendre à Jérusalem, mais il en avait été empêché par les causes ci-dessus mentionnées. »

— Marie-Paule Caire-Jabinet, Le Royaume du prêtre Jean, p. 37. (pour la partie jusqu'à Ecbatane) ; Sabine Baring-Gould, « Prester John », dans Curious Myths of the Middle Ages (pour la suite)

### Lettres reçues par des souverains
Aubry de Trois-Fontaines raconte, dans sa chronique achevée en 1241, qu'en 1165, un certain « prêtre Jean », roi des Indes, envoya sa merveilleuse lettre à divers princes chrétiens. Elle s'adresse en particulier à l'empereur Manuel Ier Comnène de Byzance et à Frédéric, empereur romain. Des lettres similaires furent envoyées au pape Alexandre III, à Louis VII de France et au roi de Portugal. Il en est fait allusion dans des chroniques et des romans ; elles furent effectivement mises en vers et chantées dans toute l’Europe par les ménestrels et les trouvères. En voici une version, : 
Une lettre reçue par Saint Louis en 1248 (d'après les Grandes Chroniques de France conservées en l'église Saint-Denis) mentionne que le prêtre Jean aurait eu une fille :
« Si ont une ancienne coustume que quant le grant roy Cham est mort, les princes et les chevetains ont povoir d'establir nouvel roy; mais il convient qu'il soit fils ou nepveu de celluy qui devant est roy, et qui derrenièrement est mort, ou qu'il luy appartiengne de bien près. Et si disoient les messages que le roy qui les avoit envoiés, estoit issu de femme crestienne, et avoit esté fille de prestre Jehan, le roy d'Ynde; et par l'amonnestement de celle bonne dame et d'un évesque qui estoit nommé Thalassias, le roy des Tartarins et dix-huit autres princes avoient receu baptesme; et sont encore entr'eux mains haus princes et mains autres qui ne se veullent crestienner. «Et sachiez que le prince Eschartay par qui nous sommes ça venus est religieux de long temps, et n'est point du royal ligniée né, mais haut homme et puissant, et est en la contrée de Perse ».

### Analyse des lettres et de leurs conséquences
Il est difficile de décider si cette lettre était en circulation avant que le pape n’écrive la sienne. Celui-ci n’y fait pas allusion, mais parle des rapports qui lui sont parvenus sur la piété et la magnificence du roi-prêtre. En même temps, il y a dans cette lettre un ton d’amertume, comme si le pape avait été irrité par les prétentions de ce mystérieux personnage et peut-être effrayé à l’idée que les mangeurs d’hommes envahissent l’Italie, comme le suggère le prêtre. L’épître papale est une affirmation des prétentions du siège de Rome à la domination universelle. Elle assure au prince-pape d’Orient que ses professions chrétiennes ne valent rien, à moins qu’il ne se soumette au successeur de saint Pierre. Il explique ensuite que la volonté de Dieu est que chaque monarque et chaque prélat mangent humblement le gâteau du Souverain Pontife.
À l'époque des croisades, le mythe du prêtre Jean prend de l'ampleur. Il pourrait devenir un soutien potentiel de l'Europe contre les musulmans. Au cours des dernières croisades, des écrivains considèrent son existence comme certaine. Le mythe doit en partie son succès à la tradition des rois Mages, la fascination d'un Orient inépuisable en puissance et en richesse, l'Asie fabuleuse « utilisée comme support d'une sorte de grande utopie politique », ainsi que la découverte de peuples chrétiens en Asie, par-delà les pays musulmans auxquels ils font contrepoids.
Le 27 septembre 1177, le pape Alexandre III lui écrivit une lettre, qu'il confia à son médecin Philippe, qui devait la lui remettre en personne. Celui-ci partit en ambassade, mais ne revint jamais. Les conquêtes de Gengis Khan attirèrent de nouveau les regards de l'Europe chrétienne vers l'Orient. Les hordes mongoles surgirent en Europe et dévastèrent les pays traversés. La Russie, la Pologne, la Hongrie et les provinces orientales de l'Allemagne avaient succombé ou avaient souffert cruellement. Les autres nations craignaient d'en subir autant. Ils croyaient voir Gog et Magog qui venaient pour massacrer, et les temps de l'Antéchrist commençaient à poindre. Mais la bataille de Legnica les repoussa. Le pape Innocent IV décida de les convertir. Il envoya donc parmi eux un certain nombre de missionnaires dominicains et franciscains. Des ambassades de paix furent échangées entre le pape, le roi de France et le Khan mogol.
Probablement, le mythe du prêtre Jean repose sur le récit parvenu en Europe des succès prodigieux du nestorianisme en Orient. Il semble donc que la célèbre lettre citée ci-dessus soit une invention nestorienne. Elle ne semble certainement pas européenne : les images somptueuses sont tout à fait orientales et le ton dépréciatif avec lequel elle parle de Rome peut difficilement provenir de sentiments occidentaux. La lettre a pour objet d’exalter l’Orient dans la religion et les arts à une éminence excessive aux dépens de l’Occident. Elle manifeste une certaine ignorance de la géographie européenne lorsqu’elle parle du territoire qui s’étend de l’Espagne à la mer polaire. De plus, les sites des patriarcats et la dignité conférée à celui de saint Thomas sont des signes d’un parti pris nestorien.

Schéma des principales divergences christologiques, d'après Eliade, comprenant le nestorianisme.

Connaître l’histoire de cette Église considérée comme hérétique permet de comprendre qu’il y avait vraiment un fondement aux légendes concernant un empire chrétien en Orient, si répandues en Europe. Nestorius, prêtre d'Antioche et disciple de saint Chrysostome, fut élevé par l'empereur Théodose II au patriarcat de Constantinople. En 428, il commença à propager sa doctrine, niant l'union hypostatique. Le concile d'Éphèse le dénonça. Malgré l'empereur et la cour, Nestorius fut anathématisé et chassé en exil. Son mouvement se répandit dans tout l'Orient et devint une église florissante. Elle gagna la Chine, où l'empereur fut presque converti. Ses missionnaires traversèrent les toundras glacées de Sibérie, prêchant leur Évangile aux peuples qui hantent ces déserts désolés. Cette doctrine affronta le bouddhisme et lutta pour la suprématie religieuse au Tibet. Elle établit des églises en Perse et à Boukhara (actuel Ouzbékistan) ; elle pénétra dans l'Inde ; elle forma des colonies au Sri Lanka, en Thaïlande et à Sumatra (Indonésie).

## Autres sources médiévales

### Maïmonide
Parallèlement, cette histoire est présente dans d’autres régions : ainsi, nous ne pouvons pas considérer Otton de Freising comme l’inventeur du mythe. Le rabbin espagnol Moïse Maïmonide y fait allusion dans un passage cité par Joshua Lorki, médecin juif de l'anti-pape Benoît XIII. Maïmonide a vécu de 1135 à 1204 : 

« Il ressort clairement des lettres de Rambam (Maïmonide), dont la mémoire soit bénie, et des récits des marchands qui ont visité les extrémités de la terre, qu’à l’heure actuelle la racine de notre foi se trouve dans les pays de Babel et de Théman, où jadis Jérusalem était en exil ; sans compter ceux qui vivent dans le pays de Paras et de Madai, des exilés de Schomrom, dont le nombre est comme le sable : parmi ceux-ci, certains sont encore sous le joug de Paras, que les Arabes appellent le Grand-Chef Sultan ; d’autres vivent dans un lieu sous le joug d’un peuple étranger… gouverné par un chef chrétien, nommé Preste-Cuan. Avec lui, ils ont conclu un pacte, et lui avec eux ; et c’est là une question sur laquelle il ne peut y avoir aucun doute. »

### Guillaume de Rubrouck
Guillaume de Rubrouck, dont le voyage en Asie date de 1253-1254, rapporte :

« À l'époque où  les Français prirent Antioche [en 1097, lors de la première Croisade, ndt], celui qui était le souverain de ces régions du nord [Rubrouck vient de traverser la Volga] était un certain Coir-Chan. Coir est proprement son nom et chan celui de sa fonction […] Dans une plaine entre ces montagnes, il y avait un nestorien, pasteur au grand pouvoir, et qui gouvernait un peuple appelé Naïman, qui étaient des chrétiens nestoriens. À la mort de Coir-Chan, ce nestorien se proclamma roi ; les nestoriens l'appelaient le roi Jean et disaient de lui dix fois plus que la vérité. Ainsi font les nestoriens qui viennent de ces pays : à partir de rien, ils font grandes rumeurs ; c'est comme cela qu'ils ont répandu le bruit que Sartach était chrétien, de même que Mangou-chan et Keu-chan, pour la simple raison que ceux-ci font plus d'honneur aux chrétiens qu'aux autres peuples. Et cependant, en vérité, ils ne sont pas chrétiens. C'est donc ainsi qu'on fit au roi Jean une grande réputation : j'ai traversé ses pâturages, et personne ne savait rien de lui à part quelques nestoriens. Dans ses pâturages habitait Keu-chan, à la cour duquel se rendit frère André, et chez qui j'ai passé j'ai passé au retour. Ce Jean avait un frère, puissant pasteur également, nommé Unc. Il était au-delà des « alpes » de ces Caracatay, à trois semaines du pays de son frère et il régnait sur une petite ville du nom de Caracorum, gouvernant un peuple qui s'appelait Crit et Merkit, des chrétiens nestoriens. Mais lui-même, leur maître, avait abandonné la foi du Christ, adorait les idoles et s'entourait de prêtres idolâtres, qui sont tous des invocateurs de démons et des faiseurs de sortilèges. [...] Le roi Jean mourut sans héritier, son frère Unc lui succéda. Il se faisait appeler khan. et poussait son bétail et ses troupeaux jusqu'aux limites des Moals. En ce temps-là, il y avait un forgeron, nommé Chingis chez les Moals. Il volait tout le bétail qu'il pouvait à Unc-chan, à tel point que les pasteurs de celui-ci s'en plaignirent à leur maître. Unc rassembla une armée et partit à cheval en terre Moale, à la recherche de ce Chingis : ce dernier s'enfuit chez les Tartares et se cacha parmi eux. Unc, après avoir pris du butin sur les Moals et les Tartares, s'en retourna chez lui. Alors Chingis s'adressa aux Tartares et aux Moals en disant :  « C'est parce que nous sommes sans chef que nos voisins nous oppriment. » À la suite de quoi les Tartares et les Moals le prirent pour chef et pour capitaine. Après avoir rassemblé secrètmeent une armée, il se rua sur Unc, le vainquit, et celui-ci s'enfuit au Catay. Là fut capturée sa fille, qu'il donna pour épouse à un de ses fils, de laquelle naquit celui qui règne maintenant, Mangou. [...] La terre où ils ont été d'abord et où aujourd'hui encore se trouve la cour de Chingis s'appelle Onankerule. Mais parce que Caracorum est la région autour de laquelle se firent leurs premières conquêtes, ils tiennent cette cité pour royale et c'est près d'elle qu'ils élisent leur Chan. »

Coir-Chan désigne Kür-Khān, titre pris par le fondateur de la dynastie des Qarakhitaï en 1125. Il fut aussi porté par les souverains Keraïts et par un rival mongol de Gengis Khan. Il signifie « khān universel », gür ou kür ayant le sens de « tout » en mongol. Paul Pelliot, sans les pages 225-226 de ses Notes on Marco Polo, estime que « il semble que Rubrouck associe à tort un Coirchan dont il a trouvé mention dans une histoire d'Antioche avec le gür-ẖan dont il a entendu parler en Asie centrale. Malheureusement il a été impossible d'identifier l'histoire d'Antioche à laquelle Rubrouck fait allusion ». Unc est le puissant roi des Keraïts, Toghril (ou Toghroul), dont le jeune Témoudjin (Gengis Khan) fut longtemps le vassal. Allié des Chinois contreles Tatars, il reçut le titre chinois de Wang (roi ou prince), d'où le nom de Unc-khān. Gengis Khan vainquit les Kéraïts en 1203. Il y eut plusieurs alliances entre sa famille et celle d'Unc-khān. Le vainqueur lui-même avait épousé une nièce du vaincu, fille de Djagambou, qu'il céda par la suite à l'un de ses vassaux. La fille évoquée dans ce passage est la princesse Sorgaqtani, une autre fille de Djagambou. Elle se maria avec le plus jeune fils de Gengis Khan, Toloui, et fut la mère de Mangou. Elle joua un rôle très important dans la famille gengiskhanide. De concert avec Batou, elle fit élire son fils Mangou Grand Khān après la mort de Güyük. Enfin, la terre patrimoniale de Gengis Khan, dévolue d'après l'usage à son plus jeune fils, se situait entre la rivière Toula et le cours supérieur de l'Onon et de la Keroulen. Qaraqorum est à plus de 400 km à l'ouest de cette région.

Le voyageur reparle du prêtre brièvement un autre chapitre :

« Ces Ouigours, qui sont mélangés à des chrétiens et des sarrasins, en sont venus, à la suite, comme je pense, de fréquentes discussions, à ne plus croire qu'en un seul Dieu. Parmi les peuples habitant des villes, ils furent les premiers qui se soumirent à Chingis-chan : c'est pourquoi il donna une de ses filles en mariage à leur roi. Caracorum même est presque dans leur territoire, et tout le pays du roi ou Prêtre Jean et de son frère Unc entoure leurs terres. »

Concernant le mariage, William Woodville Rockhill conteste son existence, mais des textes chinois et persan donnent raison à Rubrouck, comme le souligne Paul Pelliot.

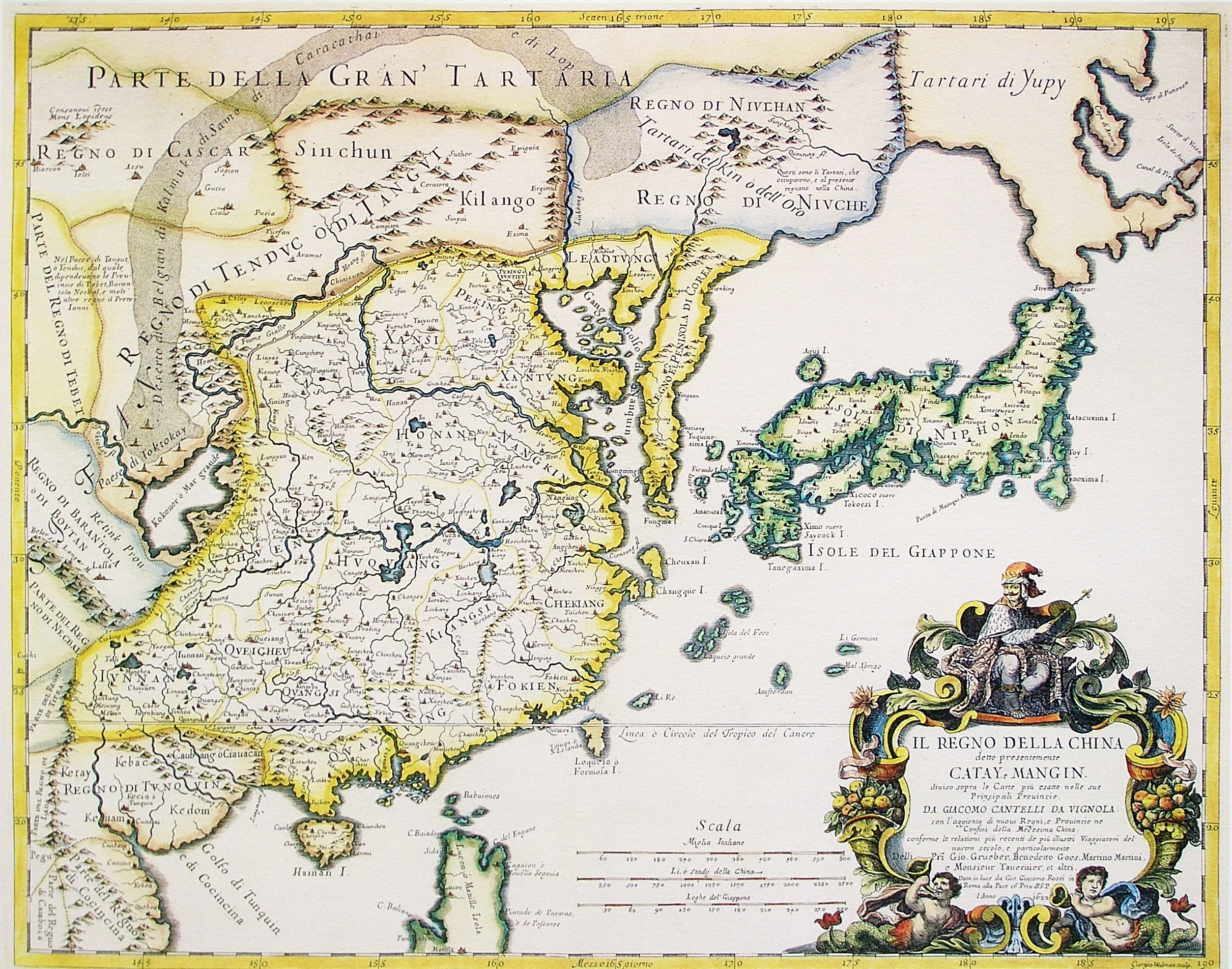
450 ans après la destruction de l'empire tangoute, certaines cartes d'origine européenne (comme celle-ci de 1682) mentionnent toujours l'existence d'un « Royaume de Tenduc ou Tangut » à la frontière nord-ouest de la Chine.

### Jacques de Vitry
Jacques de Vitry, historien et évêque de Saint-Jean-d'Acre mort en 1240, est l'auteur d'une Histoire des croisades. Il y parle de nations occupant notamment la majeure partie de l'Inde. On les appelle Nestorins ou Nestoriens, du nom d'un certain hérésiarque Nestorius. Il affirme que sa doctrine perverse infecta mortellement une portion considérable des contrées de l'Orient. Elle parvint même jusqu'aux peuples qui habitent le territoire de ce prince très-puissant, vulgairement appelé prêtre Jean. Il rajoute qu'on dit que tous ces Nestoriens, qui ont un roi, sont, avec les Jacobites, beaucoup plus nombreux que les Latins ou les Grecs.
Dans ses lettres, il évoque plusieurs rois chrétiens vivant dans les régions de l'Orient, même dans le pays du roi David des Indes (plus communément appelé prêtre Jean), qui est Nestorien. Il explique cette doctrine : alors que les Syriens, comme les Grecs, disent que le Saint-Esprit procède seulement du Père, les Nestoriens affirment qu'il y a deux personnes dans le Christ, comme il y a en lui deux natures et deux volontés. C'est pourquoi, bien que le Christ soit Dieu, ils disent que Marie fut la mère du Christ, mais non de Dieu. Tels étaient tous ceux qui sont dans le pays des prêtre Jean, comme le l'a dit un certain marchand quand il venait de revenir de là, tous étant redevenus jacobites, qui disent qu'en Christ il n'y a qu'une seule nature et qu'une seule volonté, comme en une seule personne. Car la nature humaine est absorbée, comme ils l'affirment, par la nature divine, tout comme une goutte d'eau versée dans du vin est absorbée par le vin.
Ayant entendu parler de l'arrivée des croisés, ces chrétiens déclarèrent la guerre aux Sarrasins afin qu'ils puissent leur venir en aide. Selon lui, les Sarrasins, parce qu'ils ont des sectes nombreuses et variées, étaient très divisés entre eux : les uns tiennent à la loi de Mahomet, les autres la tiennent à la légère et, contrairement aux commandements du Prophète, boivent du vin et mangent du porc, et ne se circoncisent pas à la manière des autres Sarrasins. Le vieux de la Montagne est l'abbé de la religion. Les frères Cutelliens, qui n'ont d'autre loi que celle qu'ils croient être sauvés par l'obéissance à tout ce qui leur est commandé, et ceux-là sont appelés Assasins, qui tuent à la fois les chrétiens et les Sarrasins. L'évêque présente David comme un homme très puissant et un vaillant soldat dans les armes, rusé dans l'esprit et très victorieux dans les batailles. Il estime que le Seigneur l'a suscité pour être le marteau des païens et le destructeur du perfide Mahomet, de la tradition pestilentielle et de la loi exécrable. Ainsi, par la volonté divine et l'aide vivifiante de la croix, le roi David vainquit le roi des Perses Chanchana qui fut capturé, lié avec des chaînes d'or et emmené captif dans un char jusqu'au pays du roi David. La plus grande partie de son peuple fut tuée, à l'exception de quelques-uns qui furent lavés avec de l'eau par le baptême.

### Marco Polo
Marco Polo, dans ses souvenirs, dictés entre 1296 et 1299 à un certain Rusta de Pise alors qu'il était incarcéré à Gênes, mentionne l'existence de communautés nestoriennes en de multiples régions de Chine. Il y évoque à plusieurs reprises un roi chrétien et son royaume, le prêtre Jean. Dans le passage où il décrit la ville de Suquian (ou Singuy, dans le Jiangsu), il explique qu'à trois jours de là se trouve le fleuve Jaune, qui vient dudit royaume.
Dans celui où il évoque la ville de Chiehsien (dans le Shaanxi), il parle de la personne qui la fit construire, un certain roi Dor (ou Dot, selon les versions du texte). Ce monarque était à une époque en guerre avec le prêtre Jean, qui ne pouvait pas l'atteindre dans sa forteresse imprenable. Dix-sept jeunes gens de la cour du prêtre conçurent alors un plan. Ils se présentèrent au roi pour entrer à son service et gagner sa confiance. Deux ans plus tard, ils profitèrent d'une partie de chasse pour l'enlever et l'amener au prêtre. Ce dernier força son prisonnier à garder les bêtes pour l'humilier pendant deux ans. Passé ce délai, le prêtre Jean fit paraître le roi Dot devant lui, le vêtit de superbes vêtements, lui donna des chevaux et lui demanda de ne plus lui tenir tête, avant de lui rendre la liberté. Depuis, le roi est le vassal du prêtre.
Toujours dans son ouvrage, le voyageur évoque Caracorum, première capitale de l'Empire mongol et en profite pour raconter l'histoire du prêtre Jean. Il évoque l'époque où les Tartares, qui demeuraient près des Djurtchets, payaient un tribut (le dixième de leurs biens) à un grand seigneur. Celui-ci se nommait dans leur langue Ong Khan (Toghril), dont le nom signifie « prêtre Jean » et dont tout le monde vante le grand pouvoir. Cependant, ces Tartares devinrent de plus en plus nombreux et le prêtre eut peur qu'ils ne lui fissent tort. Il leur envoya alors un de ses généraux pour les disperser dans plusieurs contrées. Apprenant cela, ils en furent très affligés et partirent tous par un désert vers le nord. Ainsi, se rebellant, ils ne lui payèrent plus tribut. En 1187, ils se firent un nouveau roi, Genghis Khan, homme très valeureux, courageux et intelligent. Ils le tinrent pour leur seigneur et, avec son armée, il multiplia les conquêtes. En 1200, il envoya des émissaires au prêtre, lui réclamant sa fille pour épouse. Dédaigneux d'entendre cette requête de la part de celui qu'il tenait pour son vassal, ce dernier les renvoya. Entendant la réponse, Genghis Khan éclata de colère et mena sa grande armée dans la plaine de Tenduc (en Mongolie-Intérieure), qui appartenait au prêtre Jean, zone idéale pour livrer bataille. Les deux armées se rencontrèrent pour se livrer un combat, à l'issue duquel le prêtre mourut et le khan sortit vainqueur, prenant alors les terres du vaincu.
Le Vénitien raconte que depuis la victoire de Genghis Khan sur le prêtre Jean, tous les descendants de ce dernier sont les vassaux du Grand Khan. De plus, tous les rois de la parenté du prêtre épousent toujours des filles de la famille du Khan. C'est ainsi le cas du roi du Tenduc, Georges, petit-fils et sixième successeur du prêtre. Marco Polo décrit ce territoire comme étant la province d'empire située en actuelle Mongolie Intérieure baignée par le fleuve Jaune. Il regorge de lapis-lazuli. Les habitants, vivant essentiellement de l'agriculture, fabriquent des camelots en poils de chameaux très fins et de toutes les couleurs. Bien que le pouvoir y soit au mains de chrétiens, y vivent aussi des « idolâtres » et des musulmans. Parmi ces chrétiens, il y a une « race de gens » qui sont appelés « Argon » (que le voyageur compare aux Gasmules) et qui sont marchands. C'est dans la cité de Tenduc que le prêtre Jean demeurait quand il gouvernait les Tartares, qui y vivent encore. Marco Polo explique que c'est ce lieu que les Européens appellent Gog et Magog (deux noms propres cités dans la Bible et le Coran, désignant soit des lieux, soit des peuples, soit des personnes). Il assimile ces noms aux Œng et aux Mongols, les deux « races » de ce pays avant que les Tartares ne s'en allassent, les premiers étant les gens du pays et les seconds les Tartares.
Le voyageur raconte qu'en 1266, Qaïdu et son cousin Jesudar attaquèrent deux généraux du Kubilai Khan et en ressortirent victorieux. Deux années passèrent avant que le premier ne parte pour Caracorum où se trouvaient Nomoukan (quatrième fils de Kubilai), ainsi que Georges (le nouveau prêtre Jean). S'ensuivit alors une terrible bataille. Mais un jour, Qaïdu appris que Nomoukan allait recevoir une grande armée en renfort envoyée par son père, il renonça à s'attarder et s'enfuit avec ses hommes. Leurs adversaires renoncèrent à les poursuivre, étant eux-mêmes très fatigués, se reposant sans regret. Qaïdu et les siens finirent par retourner chez eux au Turkestan, à Samarcande et restèrent là longtemps en paix sans faire la moindre guerre.
Marco Polo situe la capitale du descendant de prêtre Jean à son époque en une ville qu'il appelle Tenduc en actuelle Mongolie-Intérieure.
Le texte du voyageur évoque le combat de Gengis Khan pour vaincre le prêtre Jean et la défaite de ce dernier. Tout n'y est pas faux. C'est vrai que le roi des Hsi Hsia fut défait par les Mongols en 1234. Certainement, un souverain converti par les nestoriens a régné dans l'actuelle province chinoise de Ningxia, près du Gansu, sur les bords du fleuve Jaune. Marco Polo sait que les descendants du prêtre Jean règnent encore sur le pays des Oengut et qu'ils sont soumis au Grand Khan. Il n'évoque aucune caractéristique extraordinaire sur le prêtre et son pays, excepté l'histoire purement légendaire de sa captivité chez le roi Dor. Ce mot désigne visiblement un roi d'or, ce qui désigne la dynastie Jin (dont le nom signifie « dynastie d'or »), renversée par les Mongols,.

### Bar Hebraeus
Bar Hebraeus identifie aussi Ong Khan au prêtre Jean :

« En l’an 1514 des Grecs, 599 des Arabes (1202), quand Unk-Khan, qui est le roi chrétien Jean, régnait sur une race de Huns barbares, appelée Kergt, Tschingys-Khan le servit avec beaucoup de zèle. Lorsque Jean remarqua la supériorité et la serviabilité de l’autre, il l’envia et complota pour le capturer et le tuer. Mais deux fils d’Unk-Khan, ayant entendu cela, le racontèrent à Tschingys ; sur quoi, lui et ses camarades s’enfuirent de nuit et se cachèrent. Le lendemain matin, Unk-Khan prit possession des tentes tartares, mais les trouva vides. Alors le parti de Tschingys se jeta sur lui, et ils se rencontrèrent près de la source appelée Balschunah, et le parti de Tschingys l'emporta ; et les partisans d'Unk-Khan furent contraints de capituler. Ils se rencontrèrent à plusieurs reprises, jusqu'à ce qu'Unk-Khan soit complètement défait, et soit lui-même tué, et ses femmes, fils et filles emmenés en captivité. Pourtant, nous devons considérer que le roi Jean le Kergtajer ne fut pas abattu pour rien ; bien au contraire, parce qu'il avait détourné son cœur de la crainte du Christ son Seigneur, qui l'avait exalté, et avait pris une femme de la nation zinoise, appelée Quarakhata. Parce qu'il avait abandonné la religion de ses ancêtres et suivi d'autres dieux, Dieu lui a enlevé le gouvernement et l'a donné à quelqu'un de meilleur que lui, et dont le cœur était droit devant Dieu. »

### Jean de Joinville
Jean de Joinville, biographe de Louis IX, écrit en 1309 la Vie de saint Louis, où il raconte notamment sa participation à la septième croisade en compagnie du roi. Ce dernier, pendant son séjour à Chypre, reçut les messagers des Tartares, qui l'informèrent qu'ils l’aideraient à conquérir le royaume de Jérusalem. Il leur envoya alors ses messagers, qui découvrirent un pays soumis aux Tartares et quelques cités qu'ils avaient détruites, ainsi que des grands tas d'ossements de gens morts. Voulant savoir comment ce peuple en était arrivé à ce pouvoir destructeur, ils apprirent qu'il était originaire d'une grande plaine de sable où rien ne poussait. La région avoisine des roches que nul homme ne passa jamais et qui enferme le peuple de Gog et Magog, qui doit venir à la fin du monde provoquée par l'Antéchrist. Dans ces plaines, ce peuple est sujet du prêtre Jean et de l'empereur de Perse (dont la terre venait après la sienne), ainsi que de plusieurs autres rois païens. Il leur payaient annuellement un tribut et un droit de servage, du fait du pâturage de leurs bêtes, puisqu'ils ne vivaient pas d'autre chose. Ces souverains le tenaient dans un tel mépris que, quand il leur apportait ses rentes, ils leur tournaient le dos.
Un membre de ce peuple, un homme sage, parla aux siens du moyen de sortir de cette servitude. Il les réunit donc tous au bout de la plaine, en face de la terre du Prêtre et leur exposa la situation. Il leur expliqua qu'ils devaient élire leur propre roi. Ainsi, leurs cinquante-deux tribus se désignèrent un candidat, parmi les plus sages et les meilleurs de ses membres. Puis, elles apportèrent chacune une flèche marqué de son nom devant un enfant de cinq ans, qui devait prendre une d'entre elles ; était choisi pour roi celui dont le nom fut sélectionné. Et ce fut justement l'homme sage à l'origine de cette entrevue. Face à la liesse de son peuple, il lui fit jurer obéissance. Puis, il édicta des règles pour y maintenir la paix. Ensuite, il leur dit que leur ennemi le plus fort qu'ils aient, c'est le prêtre Jean ; il leur demanda alors de l'attaquer le lendemain. Le moment venu, ils vainquirent leurs ennemis, tuant tous ceux qu'ils trouvèrent en armes capables de se défendre, mais épargnant les religieux. Le reste du peuple se soumit alors aux vainqueurs.
Joinville dit aussi qu'un des princes tartares disparut ensuite pendant trois mois et personne n'en eût de nouvelle et quand il revint, il eût l'impression d'être resté seulement une nuit. Il rapporta pour nouvelles qu'il était monté sur un tertre très haut y avait trouvé une grande quantité de personnes. C'étaient les plus belles et les mieux habillées qu'il ait jamais vues. Au bout, il vit assis un roi plus beau que les autres sur un trône d'or. De part et d'autre de lui étaient assis douze rois couronnés ; étaient agenouillés à sa droite une reine et à sa gauche un bel homme avec deux ailes resplendissantes comme le soleil. Autour du souverain se tenaient aussi beaucoup de personnages ailés. Le roi appela ce prince et lui demanda s'il était venu de l'armée des Tartares. Puis, il se présenta comme le maître du ciel et de la terre, lui demanda de dire à son propre roi qu'il rende grâce à ce maître de la victoire qu'il lui doit sur le prêtre Jean et son peuple ; enfin, il lui donne de sa part le pouvoir de mettre en sa propre sujétion toute la terre. Il lui recommanda aussi de transmettre qu'il faudrait aller combattre contre l'empereur de Perse avec trois cents hommes de son peuple, sans plus et qu'il aura la victoire. Il lui demanda aussi de demander à son roi les prêtres et les religieux prix dans la bataille et de croire fermement ce dont ceux-ci lui rendront témoignage. Enfin, il ordonna à Georges de raccompagner le prince jusque chez lui. De retour, le prince demanda les prêtres qui baptisa tout son peuple. Puis, son roi pris trois cents hommes d'armes qu'il fit confesser et préparer, avant de mettre en fuite l'empereur de Perse qui se réfugia au royaume de Jérusalem.
Le médiéviste français Jacques Monfrin, dans des notes complétant son édition de la Vie de saint Louis, explique que Joinville rapporte la légende de Gengis Khan et de l'organisation qu'il donna au peuple mongol. Le prêtre Jean est un roi imaginaire chrétien d'Orient, dont des Occidentaux ont pensé qu'il pourrait venir à leur secours en Terre sainte pour prendre en revers les musulmans. Il estime qu'en réalité, il s'agit sûrement du roi des Kéraït, qui fut vaincu et dont le peuple fut enrôlé par Gengis Khan. En 1219-1221, ce dernier s'attaqua au shâh des Khwârizm, maître de la Transoxiane et de la plus grande partie de l'Iran et le mit en fuite. C'est ce personnage que Joinville nomme l'« empereur de Perce ». Après leur défaite, les Khwârizmiens, chassés de leur pays, se répandirent en bandes au Proche-Orient, où ils inspirèrent la plus grande terreur. C'est une bande khwârizmienne qui prit Jérusalem en 1244. Quant à la légende du maître du ciel et de la terre, elle est également narrée, avec des variantes, par le prêtre belge Thomas de Cantimpré dans son Bonum universale de apibus, ainsi que par le chroniqueur syrien Bar Hebraeus. Le prince, c'est sûrement le chaman Kököcü, dévoué à Gengis Khan. Georges est peut-être saint Georges de Cappadoce, dont le nom a pu être introduit ici, si Joinville n'invente rien, par des chrétiens nestoriens.

### Jean de Mandeville
Le prêtre Jean et son royaume sont longuement évoqués par Jean de Mandeville dans son ouvrage géographique Livre des merveilles du monde, écrit entre 1355 et 1357. Pour en parler, l'auteur s'est essentiellement basé sur des textes déjà existants, tels que les écrits de Otton de Freising et d'Odoric de Pordenone, ainsi que la lettre à l'empereur Manuel Ier Comnène évoquée plus haut. Toutefois, Mandeville ajoute des informations inédites, tel que l'origine du prénom du prêtre, anecdote qu'il a peut-être connue en Égypte. Il explique qu'autrefois, un empereur très vaillant avait pour compagnon des chevaliers chrétiens. Ce souverain voulut voir comment se passent les offices chrétiens. Il entra donc avec un de ces chevaliers dans une église égyptienne, le jour samedi après la Pentecôte, alors que l'évêque faisait les ordinations. L'empereur interrogea alors son compagnon sur ce qu'il voyait, en particulier les prêtres. Alors, il ne voulût plus être empereur mais prêtre. Il demanda à prendre le nom du premier qui sortirait de l'église : l'homme en question s'appelant Jean, l'empereur se fit appeler prêtre Jean.

### Jean de Hildesheim
Dans son Historia trium Regum (Histoire des Trois Rois), Jean de Hildesheim (de), parle des rois mages. Il explique que sous la colline de Vaws, saint Thomas et ces trois rois ont créé une ville riche et l'ont nommé Sewill. Cette ville est la meilleure et la plus riche de toute l'Inde jusqu'à ce jour. C'est là que réside le prêtre Jean, appelé seigneur de l'Inde. C'est aussi là que vit aussi le patriarche de l'Inde, appelé Thomas, en l'honneur du saint. Lorsque toutes choses furent réglées par ces trois rois, ils se rendirent à la ville de Sewill et y vécurent douze ans.
Peu avant la fête de la nativité du Christ, alors que ces années touchaient à leur fin, une étoile merveilleuse apparut au-dessus de cette ville. Les rois surent alors que leur heure était proche où ils devaient quitter ce monde. Ils ordonnèrent un beau et grand tombeau pour leur enterrement dans l'église qu'ils avaient construite dans la ville. À Noël, ils célébrèrent solennellement le service de Dieu. Et à la fête de la circoncision, Melchior, roi d'Arabie, rendit l'esprit sans aucune maladie, âgé de cent seize ans. Puis, à la fête de l'Épiphanie, cinq jours après, Balthazar, roi de Codolie et de Saba, mourut à cent douze ans. Et Jaspar, le troisième roi, fut enlevé le sixième jour après dans une joie éternelle. Ils furent tous ensevelis dans le même tombeau qu'ils avaient ordonné. L'étoile qui était apparue sur la ville avant leur mort, demeura toujours jusqu'à ce que leurs corps fussent transportés à Colocne, comme ils le racontent.
Or, après un long moment, la reine Hélène, mère de l'empereur Constantin, s'émerveilla devant les corps de ces trois rois. Elle se fit habiller avec quelques personnes et se rendit dans le pays des Indes. Elle fut très louée par le peuple pour avoir retrouvé la tunique de Marie et les linges dans lesquels le Christ avait été enveloppé dans son enfance. Voyant qu'elle était adorée par tout le peuple, le patriarche Thomas et le prêtre Jean consultèrent d'autres seigneurs et princes et lui donnèrent les corps de roi Melchior et de roi Balthazar. Mais les Nestoriens avaient porté le corps du troisième roi, roi Jaspar, dans l'île d'Écrisoulla.

### Les conquêtes ottomanes
Par la suite, les conquêtes ottomanes, notamment la chute de Constantinople en 1453, ravivèrent en Europe un instinct de défense. La perspective d'une terre chrétienne au-delà des terres musulmanes permettait d'envisager de prendre les infidèles en tenaille. La recherche de ce royaume poussa les Européens à s'avancer vers les Indes, persuadés d'y trouver un soutien chrétien.

## L’Éthiopie chrétienne dunegus

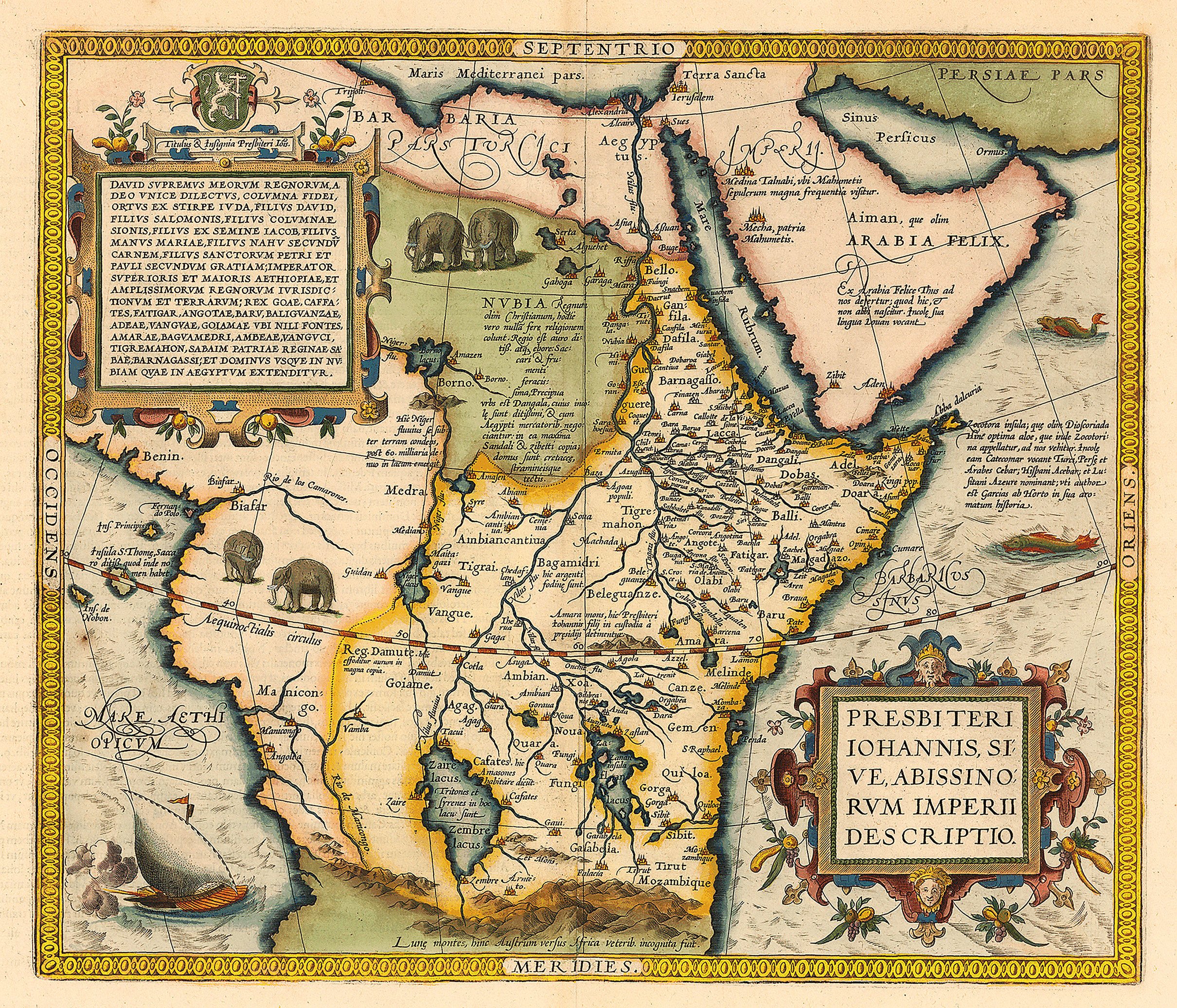
Carte de l'Éthiopie, Royaume du prêtre Jean (vers 1570)

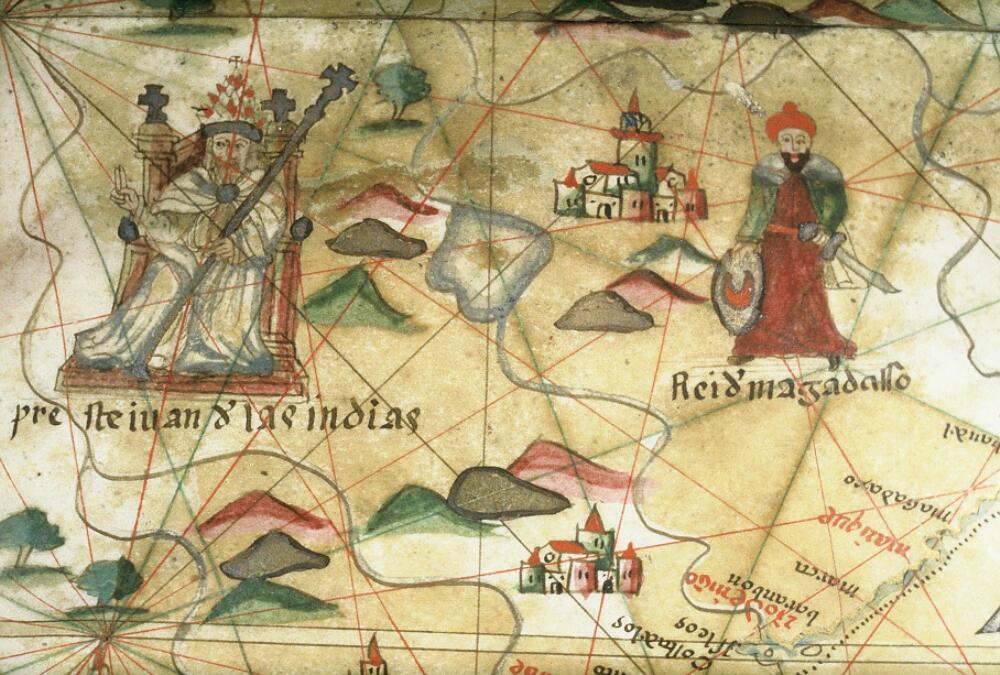
Preste Juan de las Indias, carte espagnole de l'Afrique de L'Est, XVIe siècle.

Ces échanges avec l'Orient permirent aux voyageurs de comprendre à quel point les idées répandues sur l'existence d'un puissant empire chrétien en Asie centrale étaient fausses. Les superstitions et les convictions vulgaires ne peuvent cependant être renversées par des preuves, et le peuple transféra simplement la localisation de la monarchie en Afrique, et il fixa l'Abyssinie, avec une apparence de vérité, comme le siège du célèbre roi-prêtre. Cependant, certains doutaient encore. Jean de Plano Carpini et Marco Polo, tout en reconnaissant l'existence d'un monarque chrétien en Abyssinie, soutenaient avec vigueur que le prêtre Jean, selon la croyance populaire, régnait avec splendeur quelque part dans l'obscur Orient.
En 1323, dans le chapitre VI de ses Mirabilia, Jourdain de Séverac, identifie le prêtre Jean au Négus, empereur de la lointaine Éthiopie et souverain des monophysites. Il situe son royaume dans ce qu'il appelle « India Tertia », qu'il n'a jamais visité, mais dont il rapporte des témoignages qu'il juge dignes de confiance. D'après lui, on y trouve beaucoup de dragons portant sur la tête des escarboucles. Ces brillantes pierres sont souvent associées dans les légendes européennes aux vouivres, créatures semblables aux dragons. Toujours selon l'ouvrage, quand les dragons meurent, les habitants de la région récupèrent ces pierres, qu'ils offrent à l'empereur des Éthiopiens, « que vous appelez Prestre Johan ». Cette région est aussi habitée par des oiseaux géants, les Rokhs, notamment mentionnés dans la littérature arabe. On y trouve aussi des licornes et des chats produisant un parfum (possiblement la civette indienne, réputée pour son musc (en)). L'auteur dit qu'entre cette Inde et l'Éthiopie se trouve le Paradis terrestre, car c'est de ces régions que descendent ses quatre fleuves.
Les Portugais, en particulier, n'auront de cesse de chercher ce royaume, et leurs missions atteindront finalement l’Éthiopie chrétienne du Négus. Vers la fin du XVe siècle, des missions portugaises arrivent dans ce pays. Parmi les membres de ces expéditions se trouve notamment Pêro da Covilhã qui arrive en Éthiopie en 1490 et présente au Negusse Negest chrétien une lettre du roi du Portugal, adressée au prêtre Jean.
Auparavant, les Européens avaient également cru reconnaître le mythique royaume du prêtre Jean dans l'Empire mongol dirigé par un petit-fils de Gengis Khan dont l'épouse, Börte, était une fervente chrétienne qui se rendait à la messe tous les jours.
Il existait d'autres communautés chrétiennes sans lien avec l’Occident, dont :
- les communautés coptes de l’Égypte ;
- les communautés du sud de l’Inde, les chrétiens de saint Thomas, dans l’actuel Kerala ;
- en Chine, où en 1307, le pape Clément V avait créé un archevêché à Pékin à la tête duquel il installa le franciscain Jean de Montecorvino (Jean Corvin) ;
- des communautés nestoriennes en Perse et en Chine.

## Tentatives d'identification
Le prêtre Jean a été assimilé à plusieurs figures historiques. Citons par exemple, au milieu XIIe siècle, un roi chrétien, descendant des Mages, qui ne peut être qu'habitant le Qara-Khitaï, royaume bouddhiste, mais mélangé de nestorianisme, vainqueur en 1141 du dernier grand Seldjouqide. Un siècle après, pour Jean de Plan Carpin, c'est le sultan du Khwarezm, vassal de ce royaume et son allié lors de la guerre contre le Seldjouqide. Toutefois, c'est aussi, par droit héréditaire, le prince Djelal ed-Din, qui, pendant l'effondrement de l'empire khwarezmien, tint tête dix ans durant aux armées mongoles. Mais Gengis Khan lui-même avait eu son heure dans la légende. Conquérant de l'Asie, il passa pour un descendant du fameux prêtre, jusqu'à l'époque où, ses atrocités étant connues, le titre passa à des princes victimes de ses conquêtes. Ce « nestorien, pasteur au grand pouvoir », selon les mots de Rubrouck, qui se proclame souverain à la place de Coirchan, ne peut être que le prince héritier naïman, Kütchlüg, qui, fuyant le pays naïman conquis par Gengis khan, n'avait pas tardé à s'emparer du royaume Qarakitaï, qu'il domina pendant plsuieurs années, jusqu'à la victoire mongole, en 1218. Mais il ne peut pas avoir été le frère du Kéraït Unc (Ong-khan). Et, s'il fut un ennemi irréductible des Mongols, il ne paraît pas avoir eu les qualités d'un Prêtre-Roi. Rubrouck, soit dit en passant, est peu disposé à croire n'importe quelle histoire. Il ne voit là qu'un effet de la propagande des nestoriens. Pour Anastasius Van den Wyngaert, le témoignage du voyageur, avec les éléments erronés qu'il contient, ne fait qu'obscurcir la question du prêtre Jean.
Pour Bar Hebraeus, Simon de Saint-Quentin et pour André de Longjumeau, le prêtre est le Keraït Unc, tout comme pour Marco Polo. Mais ce dernier confond le Keraït Ong-khan et les princes chrétiens des Œngüt, qui sont pour lui les descendants du prêtre. Or, ceux-ci sont une tribu turque en voie de se mongoliser, installée au nord-ouest de la grande boucle du fleuve Jaune, hors de la Grande Muraille, fidèles alliés de la dynastie mongole. Nestoriens, leurs souverains étaient en même temps chefs religieux. Ils donnent donc l'image la moins imparfaite de la légende.
Mais dès le début, celle-ci avait un aspect éthiophien. Lorsqu'après l'instauration de la dynastie Ming en Chine en 1368, le christianisme s'y étiola, tout comme en Asie centrale. Le relais fut donc pris en Afrique pour localiser le royaume du fameux prêtre.

## Légendes similaires
Benjamin de Tudèle, rabbin explorateur espagnol, voyagea en Orient entre 1159 et 1173. Il écrivit le récit de ses voyages et y donna quelques renseignements sur un roi juif mythique qui régnait dans la plus grande splendeur sur un royaume habité uniquement par des Juifs, situé quelque part au milieu d'un désert immense.

## Le prêtre Jean dans la culture et les arts

### Littérature

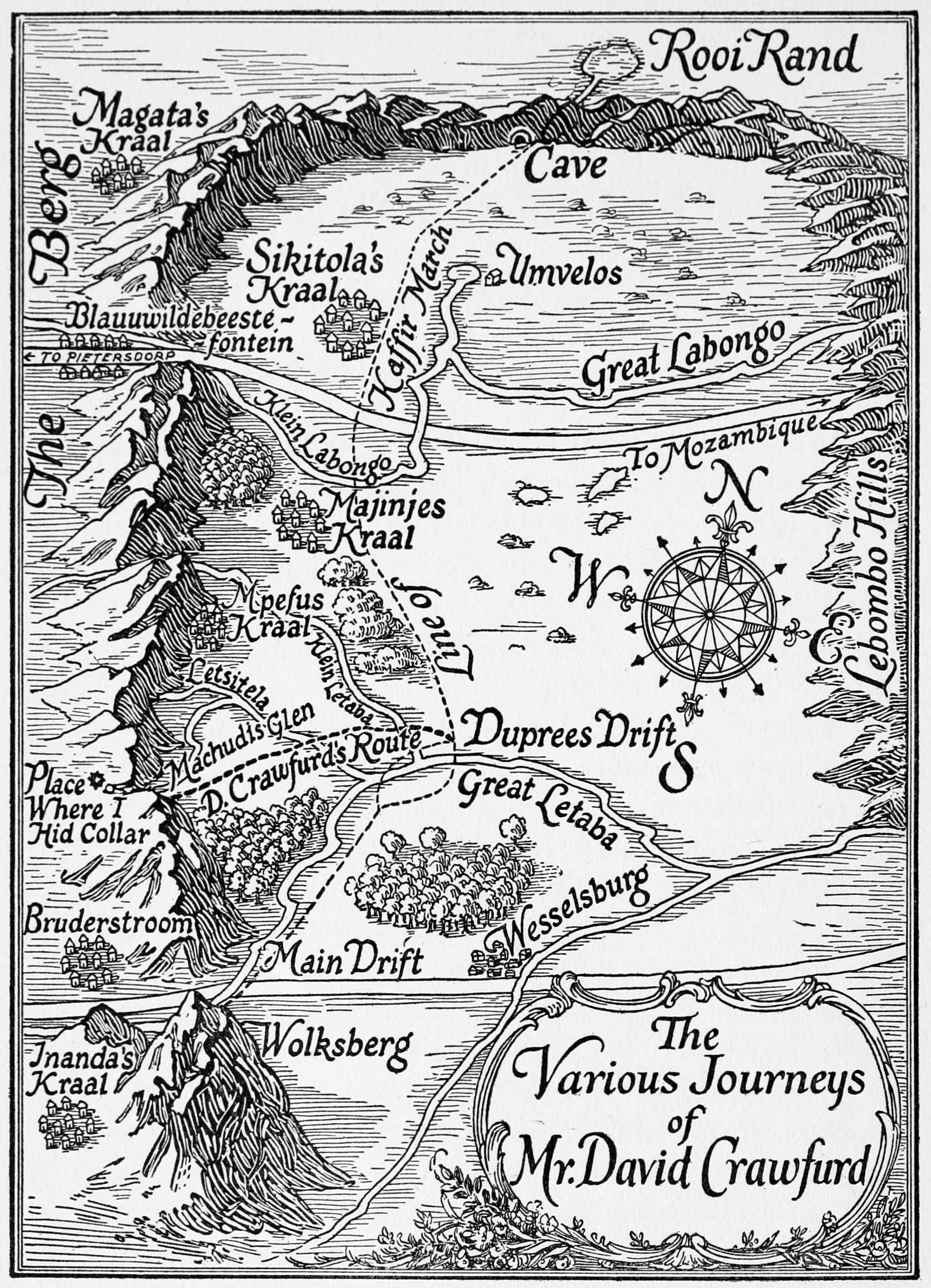
Carte obtenue à partir du scan du roman Prester John (1910), écrit par John Buchan et illustré par Henry Clarence Pitz.

- Carte obtenue à partir du scan du roman Prester John (1910), écrit par John Buchan et illustré par Henry Clarence Pitz.Dans Le Prêtre Jean (en) de John Buchan (1910), l'héritage supposé du prêtre Jean sert de point de départ au roman.
- Dans « Les Oiseaux de proie » (1997), premier tome de la Saga des Courtney de Wilbur Smith, le royaume du prêtre Jean est l'un des décors du roman[31].
- Le royaume est évoqué dans La Saga du prêtre Jean (de 1986 à 1987), une série de livres-jeux française créée par Doug Headline en collaboration avec Dominique Monrocq, Michel Pagel et Jacques Collin.
- Le roman La Folie de Dieu (1998), de Juan Miguel Aguilera, a pour sujet la recherche de ce royaume.
- Dans Baudolino (2000) d'Umberto Eco, la recherche de son royaume est la base de l'intrigue du roman.

### Bande dessinée

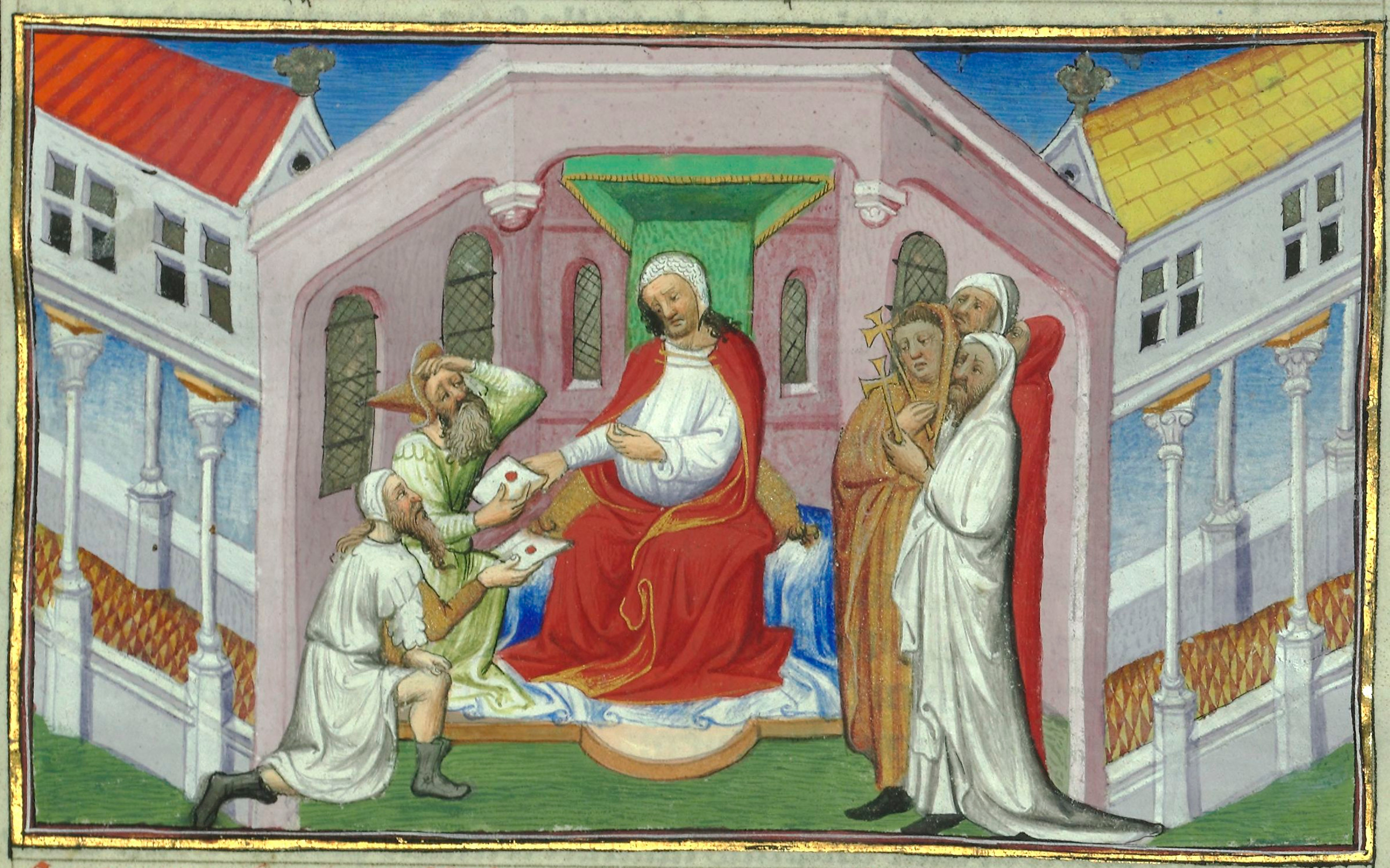
Représentation de Wang Khan (ou Toghril) dans Le Livre des merveilles, XVe siècle.

- Représentation de Wang Khan (ou Toghril) dans Le Livre des merveilles, XVe siècle.Le prêtre Jean a inspiré le personnage de fiction Prester John (apparu pour la première fois en 1966), qui évolue dans l'univers Marvel de l'éditeur Marvel Comics.
- Le prêtre Jean apparaît aussi dans la série Messire Guillaume (2006-2009), dessin de Matthieu Bonhomme et scénario de Gwen de Bonneval, aux éditions Dupuis. Cette série fut publiée dans le journal Spirou.
- Dans « La première clé » (2007), tome 6 de la saga Ulysse Moore de Pierdomenico Baccalario, le royaume du prêtre Jean est la destination de l'une des portes du temps.
- Dans Équatoria (2017), Corto Maltese recherche le miroir du prêtre Jean. Celui-ci est identifié comme étant Toghril, chef de la tribu mongole des Kéraït.

### Télévision
- Dans la série Marco Polo produite par Netflix, des allusions au prêtre Jean sont faites dans la saison 2 (2016).